# Luptătorul și clovnul
Luptătorul și clovnul (titlul original: în rusă Борец и клоун, transliterat: Boreț i cloun) este un film dramatic de sport, sovietic, realizat în 1957 de regizorii Boris Barnet și Konstantin Iudin, protagoniști fiind actorii Stanislav Cekan, Aleksandr Mihailov, Anatoli Soloviov și Iia Arepina.

## Rezumat
Odesa la începutul secolelor XIX-XX. Hamalul și luptătorul amator Ivan Poddubnîi se angajează la circ și îl cunoaște pe antrenorul de clovni Anatoly Durov. Aici viața era grea și artiștii trebuie să treacă prin încercări și multe umilințe. Directorul circului exploatează fără milă artiștii, care sunt legați printr-un contract de sclavie. Talentul și munca grea a lui Poddubnîi și Durov le permite să treacă dincolo de viața circului provincial și să facă o carieră internațională.
Drept urmare, Poddubny, după ce l-a învins în finală pe francezul Raoul le Boucher, devine câștigătorul campionatului mondial de lupte, care a avut loc la Paris.

## Distribuție
- Stanislav Cekan – Ivan Poddubnîi, luptătorul
- Aleksandr Mihailov – Anatoli Durov, clovnul
- Anatoli Soloviov – Raoul Măcelarul, luptătorul francez
- Boris Petker – Giuseppe Truțți, directorul circului
- Iia Arepina – Мimi, trapezista
- Gheorghi Vițin – Enrico, un clovn
- Kiunna Ignatova – Esterina Truțți, fiica directorului
- Grigori Abrikosov – mister Fiș
- Leonid Topțiev – Оrlando, iubitul Esterinei
- Grigori Șpighel – Salamonski
- Aleksandr Gumburg – tatăl lui Poddubnîi
- Polina Niatko – mama lui Poddubnîi
- Maia Kazakova – Aliona, nevasta lui Poddubnîi
- Stepan Kaiukov – unchiul Vanea, organizatorul de lupte
- Iuri Medvedev – Nikita
- Afanasi Kocetkov –  un polițist (nemenționat)
- Tamara Loghinova – nevasta lui Durov
- Vladimir Muraviov – prietenul lui Fiș
- Petr Șcerbak – brockerul francez
- Galina Frolova – Zelionaia
- Boris Manjelli – antrenorul de cai
- Zoia Fiodorova – fata din Odesa
- Ivan Gouzikov – fakirul

## Trivia
Filmul a reflectat evenimente reale, de exemplu, cum Durov (personaj real) l-a ridiculizat pe primar în timpul spectacolului său și drept urmare a fost expulzat din Odesa.

## Lansare
A fost lansat în anul 1957 și a avut parte de mare succes comercial, fiind vizionat de 22,1 milioane de spectatori în cinematografele din Uniunea Sovietică.